# Рукописна та книжкова спадщина України
«Рукописна та книжкова спадщина України: археографічні дослідження унікальних архівних та бібліотечних фондів» — збірник наукових праць Інституту рукопису Національної бібліотеки України ім. В.Вернадського. Заснований 1993, виходить з періодичністю 1—2 випуски на рік. Вміщує дослідження із книгознавства, кодикології, археографії, архівознавства, інших спеціальних історичних та філологічних дисциплін, пов'язаних з дослідженням історії книги та архівного документа (книжкового джерелознавства, кодикографії, філігранології, палеографії, текстології, маргіналістики та ін.), історії книжкової культури, рукописної книги, стародруків, рідкісних видань, спеціалізованих видів творів друку, архівних і книжкових колекцій та зібрань, оглядів бібліотечних і архівних фондів, науково-довідкових та науково-інформаційних матеріалів, а також публікує документи, повідомлення, рецензії та бібліографію. Занесений до списку фахових видань ВАК України з історичних наук та соціальних комунікацій. До складу редакційної колегії входять: Л.Дубровіна (відп. редактор), Г.Боряк (заст. відп. редактора), Н.Зубкова, Т.Ківшар, Г.Ковальчук, В.Омельчук, О. С. Онищенко, Г.Юхимець, С.Даневич (відп. секретар). Електронна версія збірника: http://www.nbuv.gov.ua/portal/Soc_Gum/Rksu.